# Saint-Pierre-Église
Saint-Pierre-Église és un municipi francès situat al departament de la Manche i a la regió de Normandia. L'any 2007 tenia 1.783 habitants.

## Demografia

### Població
El 2007 la població de fet de Saint-Pierre-Église era de 1.783 persones. Hi havia 740 famílies de les quals 248 eren unipersonals (104 homes vivint sols i 144 dones vivint soles), 220 parelles sense fills, 216 parelles amb fills i 56 famílies monoparentals amb fills.
La població ha evolucionat segons el següent gràfic:
Habitants censats

### Habitatges
El 2007 hi havia 893 habitatges, 746 eren l'habitatge principal de la família, 50 eren segones residències i 97 estaven desocupats. 764 eren cases i 118 eren apartaments. Dels 746 habitatges principals, 467 estaven ocupats pels seus propietaris, 259 estaven llogats i ocupats pels llogaters i 20 estaven cedits a títol gratuït; 33 tenien una cambra, 65 en tenien dues, 109 en tenien tres, 195 en tenien quatre i 343 en tenien cinc o més. 459 habitatges disposaven pel capbaix d'una plaça de pàrquing. A 362 habitatges hi havia un automòbil i a 256 n'hi havia dos o més.

### Piràmide de població
La piràmide de població per edats i sexe el 2009 era:
| Homes | Edats   | Dones |
| ----- | ------- | ----- |
| 0     | 95 o +  | 4     |
| 4     | 90 a 94 | 28    |
| 16    | 85 a 89 | 28    |
| 12    | 80 a 84 | 32    |
| 40    | 75 a 79 | 48    |
| 20    | 70 a 74 | 48    |
| 24    | 65 a 69 | 48    |
| 52    | 60 a 64 | 36    |
| 40    | 55 a 59 | 36    |
| 32    | 50 a 54 | 52    |
| 52    | 45 a 49 | 52    |
| 84    | 40 a 44 | 64    |
| 64    | 35 a 39 | 76    |
| 60    | 30 a 34 | 60    |
| 64    | 25 a 29 | 48    |
| 48    | 20 a 24 | 40    |
| 36    | 15 a 19 | 44    |
| 68    | 10 a 14 | 68    |
| 56    | 5 a 9   | 112   |
| 64    | 0 a 4   | 36    |

## Economia
El 2007 la població en edat de treballar era de 1.078 persones, 716 eren actives i 362 eren inactives. De les 716 persones actives 647 estaven ocupades (349 homes i 298 dones) i 69 estaven aturades (30 homes i 39 dones). De les 362 persones inactives 126 estaven jubilades, 99 estaven estudiant i 137 estaven classificades com a «altres inactius».

### Ingressos
El 2009 a Saint-Pierre-Église hi havia 735 unitats fiscals que integraven 1.691 persones, la mediana anual d'ingressos fiscals per persona era de 14.974 €.

### Activitats econòmiques
Dels 97 establiments que hi havia el 2007, 2 eren d'empreses extractives, 6 d'empreses alimentàries, 3 d'empreses de fabricació d'altres productes industrials, 10 d'empreses de construcció, 28 d'empreses de comerç i reparació d'automòbils, 5 d'empreses de transport, 5 d'empreses d'hostatgeria i restauració, 3 d'empreses financeres, 6 d'empreses immobiliàries, 6 d'empreses de serveis, 17 d'entitats de l'administració pública i 6 d'empreses classificades com a «altres activitats de serveis».
Dels 30 establiments de servei als particulars que hi havia el 2009, 1 era una oficina d'administració d'Hisenda pública, 1 gendarmeria, 1 oficina de correu, 3 oficines bancàries, 1 funerària, 1 taller de reparació d'automòbils i de material agrícola, 2 autoescoles, 1 paleta, 2 guixaires pintors, 2 fusteries, 4 lampisteries, 1 electricista, 3 perruqueries, 1 veterinari, 2 restaurants, 3 agències immobiliàries i 1 saló de bellesa.
Dels 22 establiments comercials que hi havia el 2009, 3 eren supermercats, 1 una gran superfície de material de bricolatge, 5 fleques, 4 carnisseries, 1 una botiga de congelats, 1 una llibreria, 2 drogueries, 2 joieries i 3 floristeries.
L'any 2000 a Saint-Pierre-Église hi havia 25 explotacions agrícoles que ocupaven un total de 560 hectàrees.

## Equipaments sanitaris i escolars
El 2009 hi havia 2 farmàcies i 1 ambulància.
El 2009 hi havia 1 escola maternal i 2 escoles elementals. Saint-Pierre-Église disposava de 2 col·legis d'educació secundària amb 445 alumnes.

## Poblacions més properes
El següent diagrama mostra les poblacions més properes.